# Індуїстська дієта

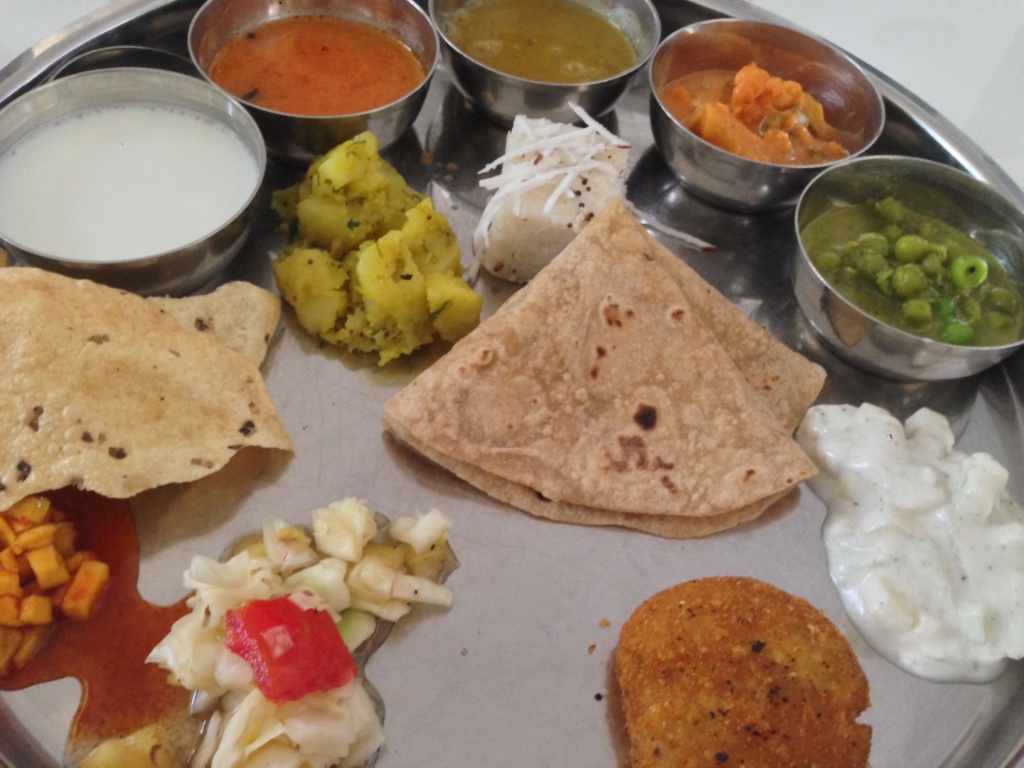
Лакто-вегетаріанський талі з індійського штату Махараштра

Індуїстська дієта — система харчування, яка базується на релігійних, етичних і культурних принципах індуїзму. Вона спрямована на гармонію з природою, духовний розвиток і підтримку здоров'я. Дієта в індуїзмі означає різноманітні традиції, поширені на Індійському субконтиненті. Індуїстські писання пропагують ідеал вегетаріанської дієти, заснований на концепції ахімси — ненасильства та співчуття до всіх істот. За опитуванням Дослідницького центру П'ю, 44 % індуістів кажуть, що вони вегетаріанці.

## Історія
До середини І тисячоліття до нашої ери всі три основні індійські релігії — індуїзм, джайнізм і буддизм — відстоювали ненасильство як етичну цінність і те, що впливає на переродження людини. Приблизно до 200 р. н. е. їжа та бенкети, пов'язані з убивством тварин, широко розглядалися як форма насильства над формами життя і стали релігійним та соціальним табу.

Ральф Фітч, лондонський купець і один із перших англійських мандрівників до Індії, написав листа додому в 1580 році, в якому говорилося:
«У них дуже дивний лад між собою… Вони не їдять м'яса, а живуть корінням, рисом і молоком».

## Дієта в індуїстських писаннях і текстах
— Фасянь, китайський паломник до Індії (4/5 століття н. е.)

### Веди
Докази з Вед свідчать про те, що раціон ведичного народу складався із злаків, спочатку ячменю, але пізніше домінував рис, бобових, таких як māsha (урад), mudga (вігна) і masūra (сочевиця), овочів, таких як коріння лотоса, стебло лотоса, пляшковий гарбуз і молочні продукти, в основному з корів, а також з буйволів і кіз. Веди описують тварин, включаючи биків, коней, баранів і козлів, яких приносили в жертву та їли. Хоча у Ведах корови займали високу позицію, безплідних корів також приносили в жертву. Навіть тоді слово aghnyā («не їсти», «недоторканний») використовується для корів неодноразово, причому деякі ригведичні композитори вважали весь вид великої рогатої худоби, як корів, так і биків, недоторканними.
Стівен Дж. Розен припускає, що м'ясо можна було їсти лише під час ритуальних жертвоприношень, а не інакше. Акти жертвоприношень тварин не були повністю прийняті, оскільки були ознаки неспокою та напруженості через «криваву жорстокість жертовної бійні», що датується ще ранніми Ведами. Найдавніше посилання на ідею ахімси або ненасильства над тваринами (пашу-ахімса) в будь-якій літературі, очевидно в моральному сенсі, міститься в Капістала Катха Самхіта Яджурведи (KapS 31.11), написаній приблизно у 8 столітті до нашої ери. «Шатапатха Брахмана» містить одне з найдавніших тверджень проти споживання м'яса, а «Чхандог'я-упанішада» містить заборону вбивати «всіх живих істот». Заборони щодо м'ясоїдства також містяться в Дхарма-шастрах.

### Дхарма-шастри
Згідно з Кейном, той, хто збирається їсти, повинен вітати їжу, коли її подають, шанувати її, ніколи не говорити про неї погано і ніколи не шукати в ній недоліків.
Література Дхармасастри, стверджує Патрік Олівелл, застерігає «людей не готувати їжу лише для себе», а пропонувати її богам, предкам, ближнім як гостинність, а також як милостиню монахам і нужденним. Олівелл стверджує, що всі живі істоти є взаємозалежними у питаннях їжі, тому їжу потрібно поважати, поклонятися їй і дбайливо ставитися до неї. Олівелл стверджує, що Шастри рекомендують, щоб людина, коли бачить їжу, склала руки, вклонилася їй і промовила подячну молитву.
Благоговіння перед їжею досягає крайнього стану в традиціях відречення або ченців в індуїзмі. Індуїстська традиція розглядає добування та приготування їжі як насильницький процес, у якому інші форми життя та природа порушуються, частково знищуються, змінюються та перетворюються на щось їстівне та приємне. Жебраки (саньясини, аскети) уникають бути ініціаторами цього процесу, і тому повністю залежать від жебрацтва їжі, що залишилася в домогосподарств. У гонитві за своїми духовними переконаннями, каже Олівелл, «жебраки їдять залишки інших людей». Якщо вони не можуть знайти залишки, вони шукають опале фрукти або насіння, що залишилися на полі після збору врожаю.
Лісові пустельники індуїзму, навпаки, не випрошують залишків. Їх їжа дика і некультивована. Їх раціон в основному складався з фруктів, коріння, листя та всього, що природно росте в лісі. Вони уникали ступати на зорану землю, щоб не поранити саджанця. Вони намагалися жити таким життям, яке зводить до мінімуму, бажано виключає можливість заподіяння шкоди будь-якій формі життя.

### Манусмріті
Ніколи не можна отримати м'ясо, не завдаючи шкоди живим істотам... Тому слід утримуватися від м'яса. Роздумуючи над тим, як добувають м'ясо, як зв'язують і вбивають втілених істот, він повинен відмовитися від уживання будь-якого виду м'яса... Той, хто дозволяє, той, хто ріже, той, хто забиває, той, хто купує або продає, той, хто готує, той, хто служить, і той, хто їсть, - всі вони вбивці. Немає більшого грішника, ніж людина, яка поза жертвоприношенням богам чи предкам, хоче зробити так, щоб її власна плоть процвітала за рахунок чужої.— Манусмріті, 5.48-5.52, переклад Патріка Олівелла
Дискусія Манусмріті про м'ясоїдство містить 25 віршів, які засуджують споживання м'яса, і 3 вірші в дужках, які захищають цю практику в контексті ведичних жертвоприношень. Коментатори, починаючи з Медхатіті, тлумачать ці вірші як такі, що м'ясоїдство взагалі заборонене і дозволене лише за наявності пом'якшуючих обставин, таких як небезпека для життя.

### Магабгарата
«Магабгарата» містить численні історії, що прославляють ненасильство щодо тварин, і містять деякі з найрішучіших тверджень проти забою тварин — три розділи епосу присвячені злу м'ясоїдства. Бгішма проголошує співчуття найвищим релігійним принципом і порівнює поїдання м'яса тварини з поїданням м'яса свого сина. Номінально визнаючи дозвіл Ману м'ясоїдства в жертвоприношеннях, Бгішма пояснює Юдгіштхірі, що «той, хто утримується від цього, отримує таку саму заслугу, як і жертвоприношення коня», і що «ті, хто бажає неба, здійснюють жертвопринесення з насіння замість тварин». У Магабгараті стверджується, що жертвопринесення тварин було введено лише тоді, коли люди почали вдаватися до насильства в трета-юґу, менш чистий і співчутливий вік, і не було в сатья-юзі, «золотому віці».

### Тіруккурал
«Тіруккурал», інший давньоіндійський світський текст індуїстського або джайнського походження, наголошує на ахімсі та наполягає на моральному вегетаріанстві або веганстві.:101 Текст, який спочатку був написаний тамільською мовою південної Індії, стверджує помірну дієту як доброчесний спосіб життя та критикує «невегетаріанство» в розділі Pulaan Maruthal (утримання від м'яса або м'яса), у віршах з 251 по 260. У вірші 251, наприклад, запитується, «як може володіти добротою той, хто, щоб збільшити свою плоть, їсть плоть інших створінь». Тут також сказано, що «мудрі, позбавлені омани розуму, не їдять відрубаного тіла інших створінь» (вірш 258), припускаючи, що «плоть є нічим іншим, як презирливою раною понівеченого тіла» (вірш 257). Далі йдеться про те, що відмова від споживання м'яса є більш священною практикою, ніж найсвятіші релігійні практики, коли-небудь відомі (вірш 259), і що лише ті, хто утримується від убивства і поїдання вбитого, гідні пошани (вірш 260). Цей текст, написаний до 400 р. н. е., який іноді називають Тамільською Ведою, обговорює харчові звички та їхню роль у здоровому житті (Мітахара), присвячуючи цьому 95-й розділ Книги II. «Тіруккурал» стверджує у віршах з 943 по 945: «їжте помірковано, коли ви відчуваєте голод, їжу, яка приємна вашому тілу, утримуючись від їжі, яку ваше тіло вважає неприємною». У вірші 946 Тіруваллувар також підкреслює, що переїдання погано впливає на здоров'я, оскільки «насолода здоров'ям перебуває в людині, яка їсть помірно. Болі хвороби живуть із тим, хто їсть надмірно».

### Пурани
Пуранічні тексти рішуче виступають проти насильства над тваринами в багатьох місцях, «незважаючи на те, що слідують шаблону обмеження ведичним імперативом номінально приймати його в контексті жертвоприношень». Найважливіший пуранічний текст, Бхаґавата-Пурана, найглибше заходить у відмові від жертвоприношень тварин — утримання від заподіяння шкоди всім живим істотам вважається найвищою дхармою. У тексті стверджується, що гріх заподіяння шкоди тваринам неможливо змити здійсненням «удаваних жертвоприношень», так само як «багнюку не змити». У ньому наочно представлено жахливі кармічні реакції, викликані жертвоприношеннями тварин: ті, хто нещадно готують тварин і птахів, йдуть у кумбхіпаку й смажаться в киплячій олії, а ті, хто виконує фіктивні жертвоприношення, самі розрізаються на шматки у пеклі вішасана. У Сканда Пурані стверджується, що мудреці були налякані жертвоприношеннями тварин і вважали це проти дхарми, стверджуючи, що жертвоприношення повинно здійснюватися із зерном і молоком. У ній розповідається, що жертвоприношення тварин дозволялося лише для того, щоб прогодувати населення під час голоду, проте мудреці не вбивали тварин, навіть коли ті помирали від голоду. «Матсья-пурана» містить діалог між мудрецями, які не схвалюють насильства над тваринами, надаючи перевагу обрядам, пов'язаним з обітницями фруктів та овочів. У тексті йдеться про те, що негативна карма, накопичена від насильства над тваринами, значно переважає будь-яку користь.

## Дієта і каста
Традиційно існує різниця між вегетаріанськими та невегетаріанськими кастами; у той час як брахмани та торгові касти зазвичай були вегетаріанцями, домінуючі касти, які мали монополію на владу, такі як раджпути, як правило, не були вегетаріанцями. Вегетаріанська дієта вважалася ритуально чистішою, тоді як невегетаріанська дієта вважалася необхідною для здійснення влади силою.

### Санскритізація
M. Н. Шрінівас та інші наступні автори розвинули ідею санскритизації, стверджуючи, що маргіналізовані особи та спільноти приймають вегетаріанство, щоб здобути престиж або покращити свій статус у кастовій ієрархії. Аміт Десаї критикує цю структуру як неправильне тлумачення, яке є наслідком «відриву від точки зору підлеглого».

## Сучасна індуїстська дієта
За опитуванням Дослідницького центру П'ю 2021 року, 44 % індусів кажуть, що вони вегетаріанці, а ще 39 % певним чином обмежують споживання м'яса.

### Лакто-вегетаріанська дієта

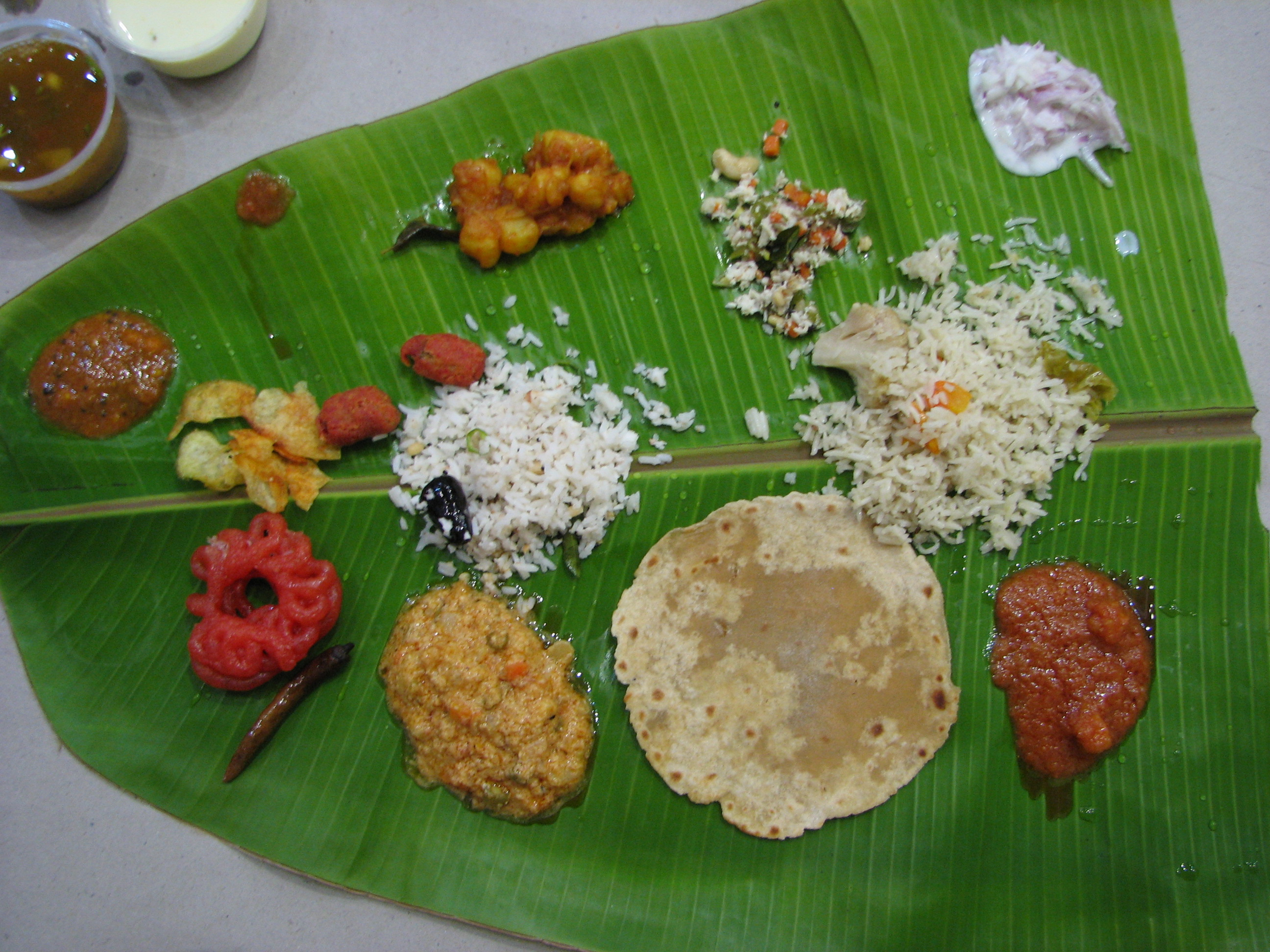
Індуїстська лактовегетаріанська страва, яка подається на банановому листі

Вегетаріанство є дієтичним ідеалом багатьох індуїстів, заснованим на концепції ахімси — ненасильства та співчуття до всіх істот. Він також вважається саттвічним, асоціюється з такими якостями, як доброта, врівноваженість і спокій, які сприяють духовному прогресу.
Багато індуїстів віддають перевагу лактовегетаріанству. Така дієта включає продукти на основі молока та всі продукти нетваринного походження, але виключає м'ясо та яйця. Причини прийняття такої дієти включають принцип ненасильства (ахімса), застосовуваний до тварин, намір пропонувати лише вегетаріанську їжу божеству, якому індуїсти віддають перевагу, а потім отримати її назад як прасаду, а також переконання, що невегетаріанська їжа шкодить розуму і духовному розвитку.
Типова сучасна індуїстська лакто-вегетаріанська їжа сучасного міста базується на поєднанні таких зерен, як рис і пшениця, бобових, зелених овочів і молочних продуктів. Залежно від географічного регіону основними продуктами можуть також бути коржі на основі пшона. Уникають жирів, отриманих від забитих тварин.
Багато індуїстів, особливо ті, хто дотримується вайшнавійської традиції, утримуються від вживання цибулі та часнику повністю або протягом періоду Чатурмасья (приблизно з липня по листопад за григоріанським календарем). У Махараштрі деякі індуїстські родини у цей період також не їдять баклажанів. Послідовники Міжнародного Товариства Свідомості Крішни (ISKCON, відомого як «Харе Крішна») утримуються від м'яса, риби та птиці. Члени спорідненої секти Пуштімаргі також уникають певних овочів, таких як цибуля, гриби та часник, оскільки вірять, що вони є тамасичними (створюють млявість, млявість та інертність). Переважно гуджаратський рух свамінараїв непохитно дотримується дієти без м'яса, яєць, морепродуктів, цибулі та часнику.

### Невегетаріанська дієта

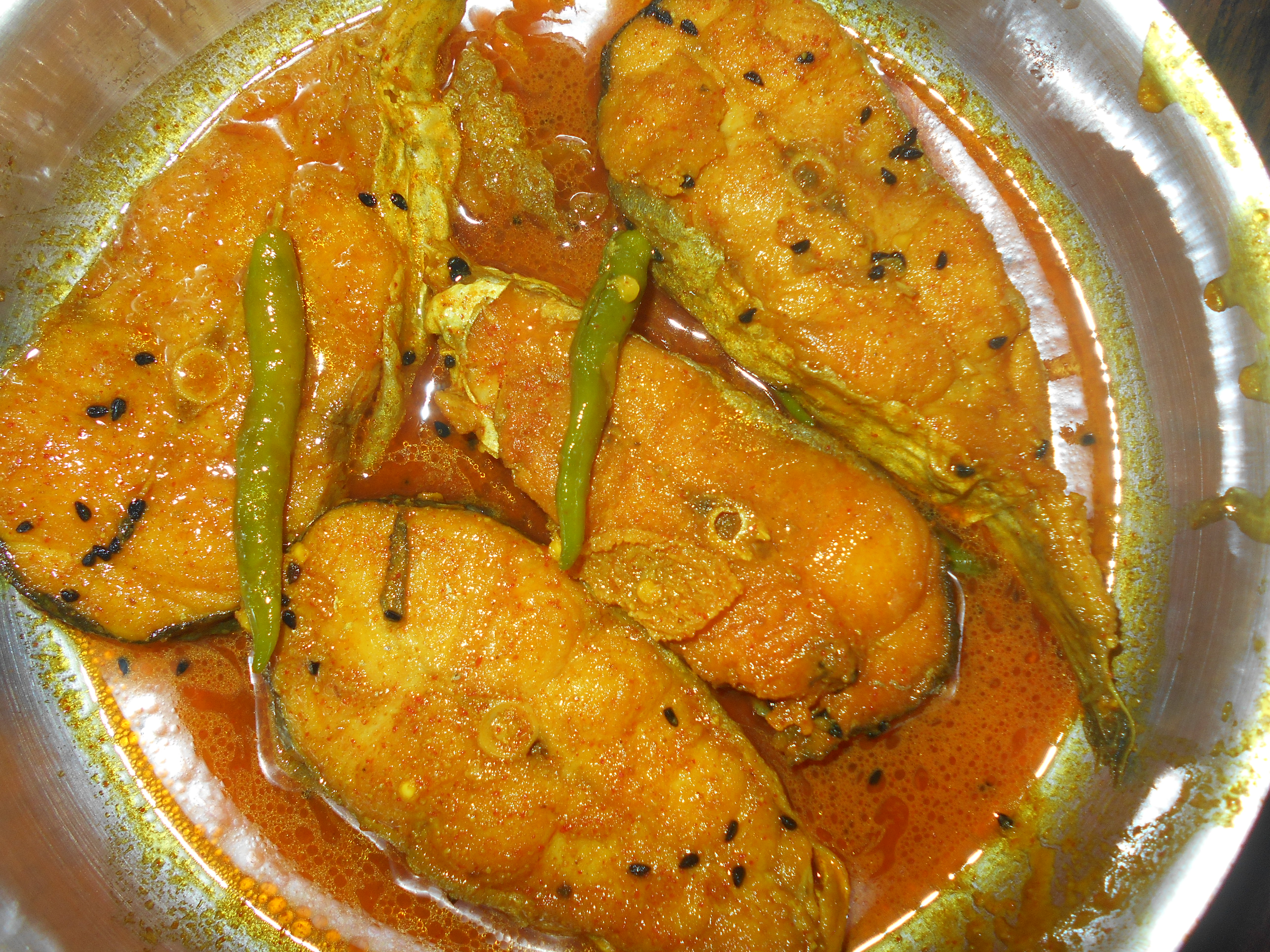
Махер Джхол — гостра тушкована риба, особливо в бенгальській та одійській кухнях у східній частині Індійського субконтиненту.

Значна частина індуїстів не є вегетаріанцями хоча навіть ті, хто вважає себе невегетаріанцями, їдять дуже мало м'яса. Споживання м'яса в Індії значно нижче, ніж в інших регіонах світу. Індійці, які не є вегетаріанцями, здебільшого віддають перевагу м'ясу птиці, рибі, іншим морепродуктам, козам і вівцям. У східних і прибережних південно-західних регіонах Індії основними продуктами харчування більшості місцевих громад є риба та морепродукти. Оскільки корови вважаються священними, багато індуїстів уникають їсти м'ясо корів і вважають це обмеження істотним; в опитуванні Дослідницького центру П'ю 72 % індусів сказали, що той, хто не дотримується цього, не може бути індусом.

### Прасада

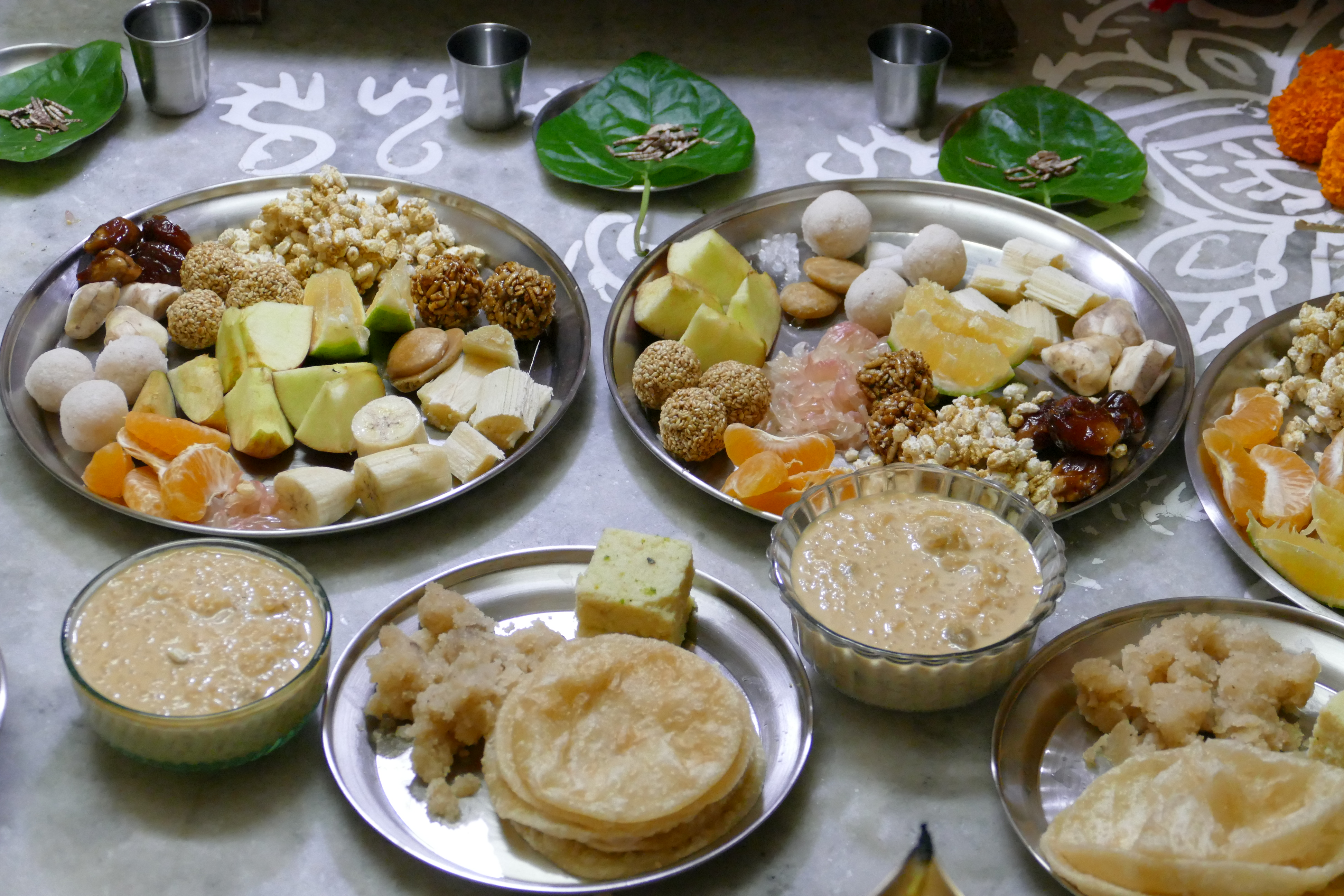
Прасада, яку пропонують під час церемонії Пуджі в одному з будинків у Західній Бенгалії, Індія

Матеріальне підношення божеству називається naivedya, «підношення їжі», воно куштується божеством і стає bhoga, «скуштованим», а потім їжа повертається як дар і розподіляється серед відданих як прасада; ці терміни часто вживаються як взаємозамінні. Підношення вайшнавів і шайвістів зазвичай є вегетаріанськими, тоді як деякі практики шактизму включають невегетаріанські підношення, включаючи жертвопринесення тварин.

### Дієта на індуїстських святах і релігійних обрядах

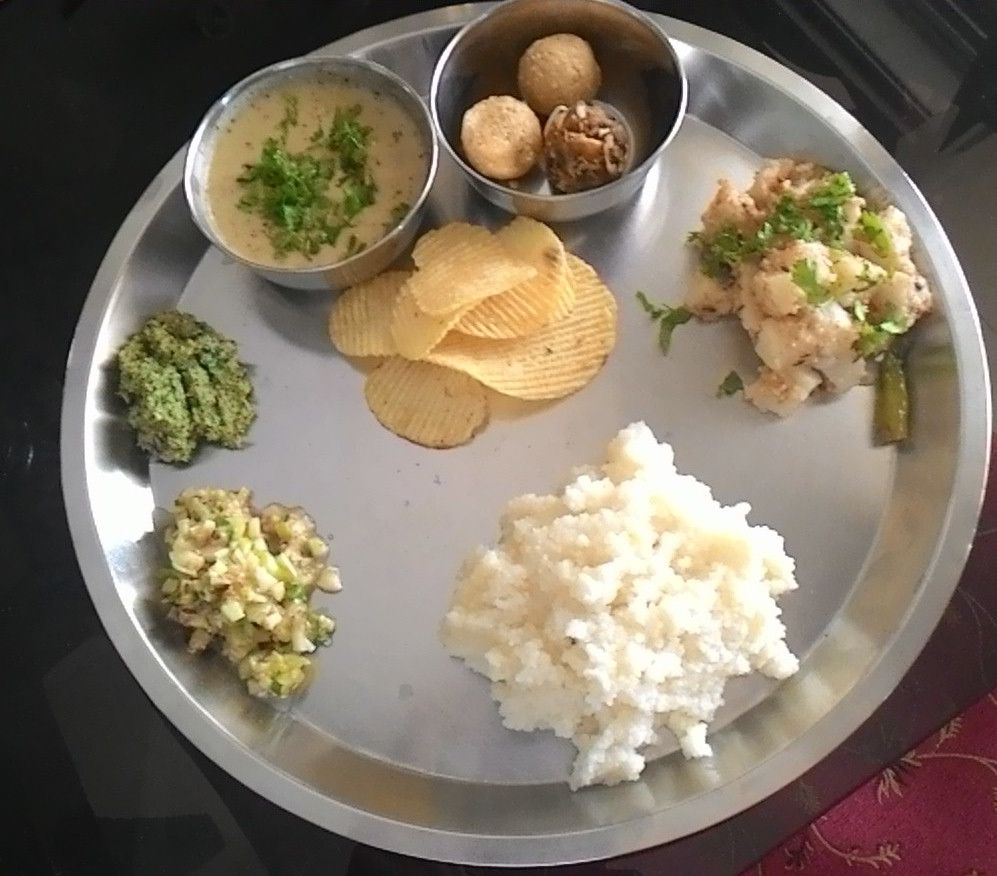
Індуїстське обіднє меню в день посту

В індуїстському календарі є багато свят і релігійних обрядів, і готуються страви, характерні для цього свята.

#### Фестивальні страви
Індуси готують особливі страви на різні свята. Хір і халва — два десерти, популярні на Дівалі. У різних куточках Індії на Холі готують пуран полі та гуджу.

#### Дієта в дні посту
Індуїсти постять у певні дні, такі як Екадаші, на честь Вішну або його аватарів: Чатурті на честь Ганеші, Прадоша на честь Шиви та Парваті, понеділок на честь Шиви, субота на честь Ханумана або Шані, вівторок на честь Хануман, а також Калі, Парваті, Картікейя та Ганеша, неділя на честь Сурьї, четвер на честь Вішну або його аватарів Даттатреї та Бріхаспаті, середа на честь Крішни, Вітоби, Ганеші та Будхи та п'ятниця на честь Махадеві, Дурги, Калі, Маріамман, Лакшмі, Сіти, Радхи, Рукміні, Сарасваті та Сантоші Мата. Під час посту дозволено їсти лише певні види їжі. До них належать молоко та інші молочні продукти, такі як сир, фрукти та крохмалисті західні харчові продукти, такі як саго, картопля, фіолетово-червона солодка картопля, насіння амаранту, горіхи та пшоно шама. До популярних пісних страв належать фарарі чевдо, сабудана хічаді або арахісовий суп.